# Ernst Fiala
Josef Herbert Ernst Fiala (Viena, 2 de setembro de 1928) é um projetista de automóveis austríaco.

## Formação
Ernst Fiala estudou engenharia mecânica na Universidade Técnica de Viena, formado em 1954. Já durante os estudos foi assistente no Instituto de Motores de Combustão Interna e Veículos Motorizados. Doutorou-se em 1954 com a tese Seitenführungskräfte am rollenden Luftreifen.

## Trabalho na Daimler-Benz e na Universidade Técnica de Berlim
Iniciou a trabalhar em 1954 na Daimler-Benz, a atual Mercedes-Benz Group, em Sindelfingen. Até 1963 foi engenheiro de pesquisas e desenvolvimento, e ultimamente chefe da seção de deselvolvimento de automóveis. Em 1963 foi admitido como professor no Instituto de Veículos Motorizados da Universidade Técnica de Berlim, onde foi também até 1970 Diretor do Centro de Provas Técnicas de Veículos Motorizados.

## Mudança para a Volkswagen
Devido à agitação estudantil, reforma das Universidades Técnicas e nova lei nas Universidades, Ernst Fiala desligou-se da Universidade Técnica de Berlim e iniciou a trabalhar no Grupo Volkswagen. Lá assumiu a área de pesquisa e em março de 1972 a direção do Departamento de Pesquisa e Deselvolvimento. Em 1973 tornou-se membro do conselho consultivo, permanecendo nesta função até 1988. Neste seu tempo iniciou a produção do Volkswagen Golf, que chegou ao mercado em 1974, substituindo o Volkswagen Fusca. Participou do desenvolvimento do conversor catalítico, na redução do coeficiente de resistência aerodinâmica, e do motor a diesel para veículos de passeio.
Ao completar 60 anos de idade abandonou seu cargo na indústria, a fim de dedicar-se à ciência e publicar suas pesquisas. Permaneceu ligado à Volkswagen como conselheiro, e como professor honorário na Universidade Técnica de Viena, onde lecionou a disciplina interação entre pessoas e veículos. Registrou mais de 100 patentes.

## Obras
- Soviel Auto braucht der Mensch, 1990
- Was nach dem Auto kommt. Zur Naturgeschichte der Mobilität, 1994
- Abenteuer Elektroauto. Eine umstrittene Technologie im Vakuum der Verkehrspolitik, 1994
- Wachstum ohne Grenzen, 2000
- Mensch und Fahrzeug. Fahrzeugführung und das sanfte Technik, 2006

## Prêmios e honrarias
- Doutor Honoris Causa da Universidade de Heidelberg
- Doutor Honoris Causa da Universidade de Kragujevac
- Grande Condecoração de Honra da República Austríaca
- Anel Diesel da Associação dos Jornalistas Automobilísticos por suas realizações para a segurança nas estradas